# Colônia Juliano Moreira
A Colônia Juliano Moreira é uma instituição criada em Jacarepaguá, na cidade do Rio de Janeiro, no Brasil, na primeira metade do século XX, destinada a abrigar aqueles classificados como anormais ou indesejáveis, tais quais doentes psiquiátricos, alcoólatras e desviantes das mais diversas espécies.
Posteriormente, parte da área da então colônia também passou a servir como residência para milhares de pessoas, além de abrigar o museu Bispo do Rosário. Essa ocupação deu origem ao sub-bairro da Colônia, um trecho da atual Taquara.

## Etimologia
O seu nome é uma homenagem ao doutor Juliano Moreira (1873–1932), um dos pioneiros da psiquiatria brasileira.

## História
Com área de 7.000.000 de metros quadrados (tamanho igual ao bairro de Copacabana), nos séculos XVIII e XIX a região era ocupada pela fazenda Engenho Novo. Na primeira metade do século XX, a fazenda foi transformada em hospital psiquiátrico gerido pela União. Em 2000, em meio à reforma psiquiátrica no Brasil, o hospital passou para a administração do município do Rio de Janeiro. Hoje, os seus prédios históricos sofrem com o desgaste do tempo e, apesar de tombados, necessitam de restauração, a qual é prometida e não é concretizada há vários anos. Também ocorrem, atualmente, muitas obras de urbanização e construção de residências populares na região.

## Citações
Ela é citada na famosa música "Neurastênico", cantada por Betinho & Seu Conjunto e que foi sucesso na novela Estúpido Cupido. A música, teoricamente cantada por um cidadão com neurastenia, mas que fica subentendido tratar-se de um desviante, relata que se o mesmo não se tratar "iria para Jacarepaguá".